# XV Congresso del Partito Comunista di tutta l'Unione (bolscevico)
Il XV Congresso del Partito Comunista di tutta l'Unione (bolscevico), o PCU(b), si tenne dal 2 al 19 dicembre 1927 a Mosca.

## I lavori
Al Congresso presero parte 1669 delegati, di cui 898 con voto deliberativo e 771 con voto consultivo.
L'assemblea sancì la definitiva sconfitta dell'Opposizione di sinistra a Stalin, che riuniva i sostenitori di Trockij e gli esponenti della cosiddetta "nuova opposizione" che si era formata nel 1925, guidata da Grigorij Zinov'ev e Lev Kamenev. La corrente, che si autodefiniva "bolscevico-leninista", aveva preparato una piattaforma politica in contrasto con la teoria del Socialismo in un solo Paese, sostenuta da Stalin e da Bucharin.
Messi in minoranza al Congresso, i principali esponenti dell'opposizione furono espulsi dal partito e in alcuni casi arrestati, mentre Trockij fu esiliato nella RSSA Kazaka. Il nuovo Comitato centrale eletto dal XV Congresso si compose di 71 membri effettivi e 50 candidati.